# Аристандр и Каллифея
«Аристандр и Каллифея» — роман византийского писателя Константина Манассии, жившего в XII веке. Был написан пятнадцатисложным («народным») стихом. Включал девять книг, сохранился только фрагментарно — в составе антологии XIV века «Розовый сад», составленной Макарием Хрисокефалом. Исследователи видят в этом романе свидетельство развития византийской литературы в сторону большего реализма, отхода от архаических форм, сближения с народной поэзией.

## Сюжет
Роман рассказывает о двух влюблённых, которые преодолевают разного рода тяготы, но в конце обретают друг друга. Набор их приключений вполне традиционен для античного и византийского романа: нападение пиратов, пребывание в плену у варваров, путешествие в Египет, попытка самоубийства.